# Saint-Junien
Saint-Junien é uma comuna francesa na região administrativa da Nova Aquitânia, no departamento de Alto Vienne. Estende-se por uma área de 56,82 km². Em 2010 a comuna tinha 11 531 habitantes (densidade: 202,9 hab./km²).